# Nothoserphus
Nothoserphus är ett släkte av steklar som beskrevs av Charles Thomas Brues 1940. Nothoserphus ingår i familjen svartsteklar.
Släktet innehåller bara arten Nothoserphus boops.